# Botans
Botans település Franciaországban, Territoire de Belfort megyében. Lakosainak száma 248 fő (2022. január 1.). Botans Andelnans, Argiésans, Dorans és Sevenans községekkel határos.

## Népesség
A település népességének változása:
| Lakosok száma | 287  | 263  | 261  | 242  | 237  | 238  | 238  | 243  | 248  |
|               | 2013 | 2015 | 2016 | 2017 | 2018 | 2019 | 2020 | 2021 | 2022 |